# 562 (szám)
Az 562 (római számmal: DLXII) egy természetes szám, félprím, a 2 és a 281 szorzata.

## A szám a matematikában
A tízes számrendszerbeli 562-es a kettes számrendszerben 1000110010, a nyolcas számrendszerben 1062, a tizenhatos számrendszerben 232 alakban írható fel.
Az 562 páros szám, összetett szám, azon belül félprím, kanonikus alakban a 21 · 2811 szorzattal, normálalakban az 5,62 · 102 szorzattal írható fel. Négy osztója van a természetes számok halmazán, ezek növekvő sorrendben: 1, 2, 281 és 562.
Érinthetetlen szám: nem áll elő pozitív egész számok valódiosztóösszeg-függvényeként.
Az 562 négyzete 315 844, köbe 177 504 328, négyzetgyöke 23,70654, köbgyöke 8,25237, reciproka 0,0017794. Az 562 egység sugarú kör kerülete 3531,15014 egység, területe 992 253,19008 területegység; az 562 egység sugarú gömb térfogata 743 528 390,4 térfogategység.